# Polytremis
Polytremis là một chi bướm ngày thuộc họ Bướm nâu.